# Down (distrikt)
Down (iriska: An Dún) var ett distrikt i Nordirland. Distriktet låg i grevskapet Down. Huvudort var Downpatrick.
I samband med en distriktsreform i Nordirland 1 april 2015 slogs distrikten Down och Newry and Mourne samman till distriktet Newry, Mourne and Down. 

## Städer
- Ardglass
- Ballynahinch
- Castlewellan, Clough, Crossgar
- Downpatrick, Dundrum
- Killough, Killyleagh
- Newcastle
- Saintfield, Seaforde, Strangford